# Альянс дикої природи
Wildlife Alliance — міжнародна некомерційна організація зі збереження лісів і дикої природи з поточними програмами в Камбоджі. Штаб-квартира компанії знаходиться в Нью-Йорку, офіси – у Пномпені. Логотипом організації є азійський слон. Емблема з'явилась після того, як  Альянс дикої природи врятував південно-західний коридор слонів, який, перебував під серйозною загрозою браконьєрства та знищення середовища проживання у 2001 році. Сьогодні це один з останніх нероздроблених слонових коридорів в Азії. Завдяки інтенсивним зусиллям урядових рейнджерів і Альянсу дикої природи по боротьбі з браконьєрством з 2006 року не було жодного вбивства слонів. Доктор Суванна Ґонтлетт є засновником і головним виконавчим директором Wildlife Alliance, а також одним із перших засновників WildAid.  Організація керується радою директорів та міжнародною консультативною радою, яка надає вказівки щодо стратегії та збору коштів.

## Історія та передісторія
Альянс дикої природи був заснований у 1995 році під назвою Global Survival Network і реорганізований у 1999 році як WildAid. Організація знову реструктуризувалася в 2006 році, розділивши програми між двома організаціями – новою окремою WildAid, яка проводить Програми збереження акул і Галапагоських островів, і Альянс дикої природи, який проводить польові операції в Південно-Східній Азії та Росії.

## Програми
Основні поточні програми Wildlife Alliance:

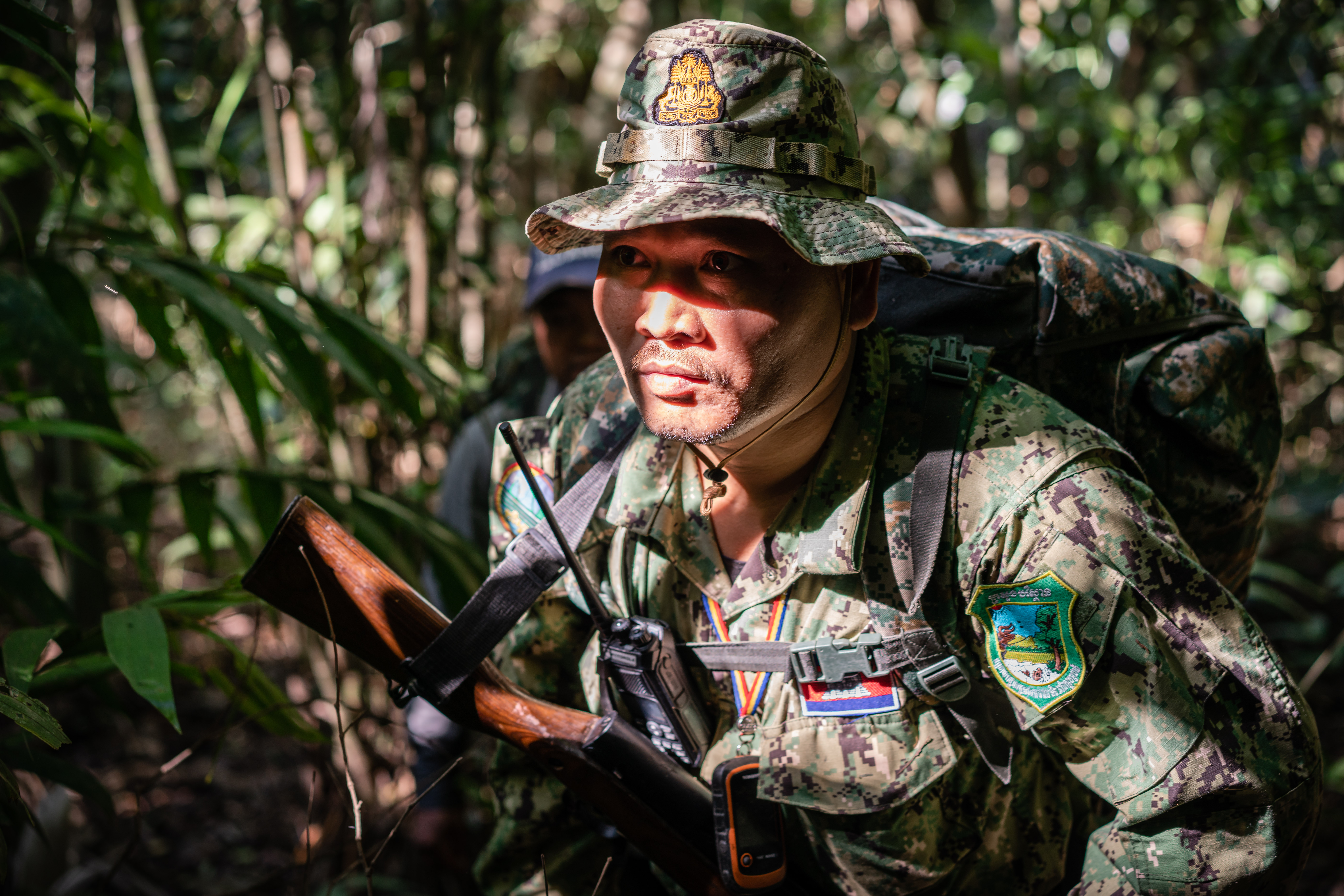
Альянс дикої природи – рейнджер Міністерства навколишнього середовища на патрулі в Кардамонових горах

Програма захисту кардамонових лісів – рейнджери Міністерства охорони навколишнього середовища патрулюють 1 400 000 гектарів Кардамонових тропічних лісів у партнерстві з королівським урядом Камбоджі, що робить тропічні ліси Кардамонових гір найкраще захищеними тропічними лісами в Південно-Східній Азії.  Дванадцять груп рейнджерів укомплектовано по 14 осіб; 4 рейнджери судової поліції Міністерства навколишнього середовища, 8 рейнджерів Королівської жандармерії та 2 співробітники Альянсу дикої природи. Рейнджери щоденно здійснюють патрулювання, припиняють захоплення земель, розбирають незаконні лісозаготівельні та браконьєрські табори, вилучають нелегальну деревину та транспортні засоби, зупиняють людей, які розчищають ліс, вилучають бульдозери, екскаватори та іншу лісозаготівельну техніку, знімають пастки, рятують диких тварин. Перед початком програми було вбито 38 слонів і 29 тигрів. Завдяки успішному патрулюванню рейнджерів з 2006 року браконьєрство на слонів у Кардамонах більше не було зафіксовано. 
Зонування та демаркація – Wildlife Alliance сприяє чіткому розмежуванню суворо охоронюваних лісових зон і громадських земель, де фермери можуть розвивати сільське господарство. Поєднання процесу спільного планування та встановлення видимих стовпів на землі значно допомогло зменшити захоплення землі та вирубку лісів.

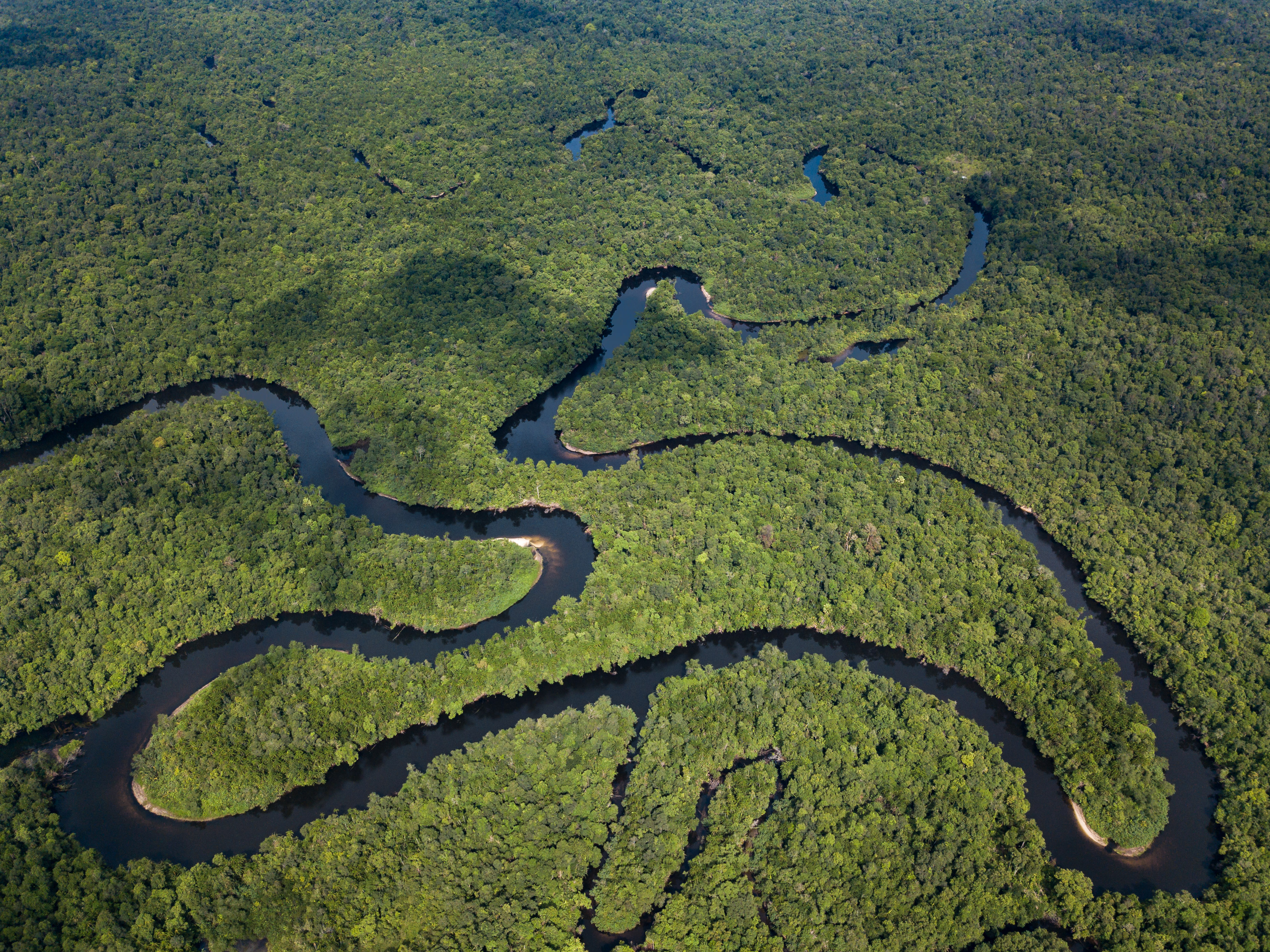
Альянс дикої природи захищає 1,4 мільйона гектарів Кардамонових гір.

Турбота про врятовану дику природу. Програма  «Турбота про врятовану дику природу» діє з 2001 року. Вона гарантує, що всі врятовані дикі тварини, непридатні для негайного випуску, отримують професійне лікування, природні вольєри, здорову дієту та ветеринарний догляд протягом необхідного часу. Працюючи в Центрі порятунку дикої природи Пном Тамао, співробітники побудували великі природні вольєри та розробили чудові протоколи догляду для 1500 тварин, які зараз перебувають під їх опікою. Альянс дикої природи також створив станцію реабілітації дикої природи в провінції Кох Конг, де тварин, які вважаються придатними для випуску в дику природу, переселяють у лісистий вольєр. Використовуючи метод м’якого випуску, коли тваринам готовим до випуску, двері вольєра просто залишають відкритими, і тварини можуть вільно виходити за бажанням. Wildlife Alliance продовжує надавати допомогу та додаткове харчування у вольєрах стільки, скільки це необхідно. У 2013 році Альянс дикої природи запровадив програму звільнення дикої природи Ангкору у співпраці з Адміністрацією Апсари та Адміністрацією лісового господарства. На сьогодні у ліси навколо храмів було випущено декілька видів, що перебувають під загрозою зникнення: чотири пари ворсистих гібонів, які згодом народили семеро дитинчат, сріблясті лангури, червоні мунтжаки, подовжені черепахи, звичайні пальмові цивети, леопардові коти, гладкошерсті видри, східний строкатий птах носоріг, великий птах носоріг та червоний птах носоріг, та ін.
Команда швидкого порятунку дикої природи (WRRT) – це підрозділ правоохоронних органів, призначений виключно для боротьби з незаконною торгівлею дикими тваринами. Команда має національний дозвіл на припинення незаконної торгівлі дикими тваринами в усіх провінціях Камбоджі, у міських центрах, на дорогах, на ринках і в ресторанах, а також уздовж державного кордону. Станом на 2020 рік Команда швидкого порятунку дикої природи врятувала понад 77 000 живих тварин, заарештувала 3500 торговців людьми та вилучила кілька тонн частин тіл диких тварин для традиційної медицини та м’яса диких тварин для ресторанів. У результаті робота WRRT отримала визнання як провідних правоохоронних підрозділів Азії щодо дикої природи, отримавши нагороду «Найкращий підрозділ правоохоронних органів у сфері дикої природи в Азії» від Програми ООН з навколишнього середовища у 2015 році.  WRRT також припиняє транснаціональну нелегальну торгівлю дикими тваринами, що включає Таїланд, В’єтнам та африканські країни.  У 2018 році WRRT брав участь у конфіскації партії слонової кістки вагою 3,4 тонни, яка походила з мозамбікського порту Накала. У 2020 році у відповідь на спалах COVID-19 і його зв’язки з торгівлею дикими тваринами  Wildlife Alliance запустив кампанію #StopEatingWildlife, спрямовану на боротьбу з пропозицією, попитом і споживанням м’яса диких тварин, привертаючи увагу камбоджійських споживачів до свого здоров’я, через ризики поїдання диких тварин.

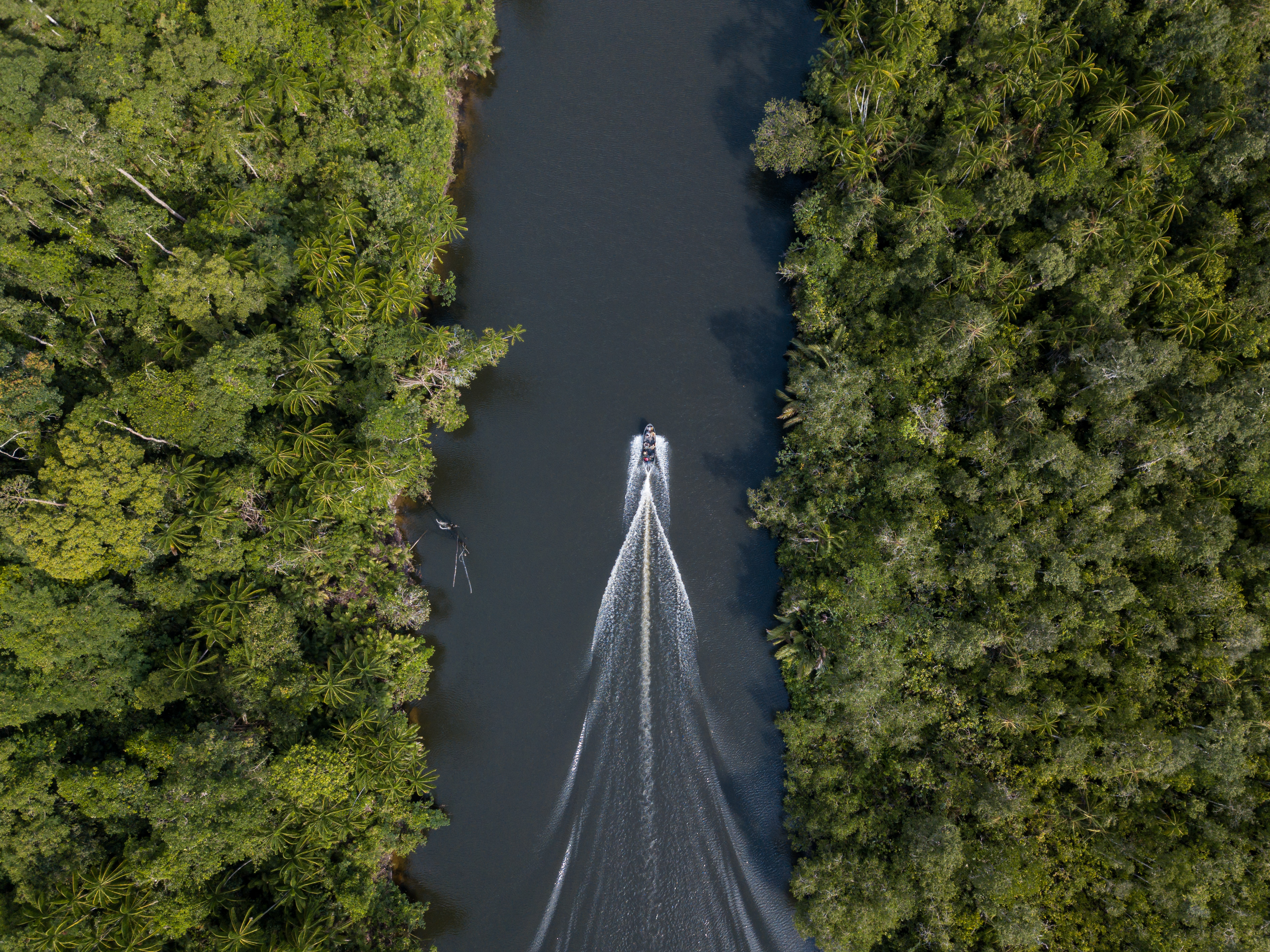
Рейнджери Міністерства навколишнього середовища патрулюють Кардамоновий тропічний ліс 24/7 365 днів на човні, суші та по повітрю.

Громадський екотуризм – Альянс дикої природи запровадив проєкти спільнотного екотуризму (CBET) у Чі Фаті та Стюнг Арензі. Організація надала технічну допомогу в полегшенні процесу планування громади, розробки системи управління, процесів прийняття рішень, ролей і обов’язків керівного комітету та груп обслуговування, узгодження процедур і способів розподілу доходів. Wildlife Alliance також забезпечив початкові інвестиції для модернізації та оновлення гостьових будинків, придбання трекінгового спорядження, каяків і гірських велосипедів, а також створення 200 км трекінгових стежок у тропічному лісі з 4 ночівлями. Він збудував громадський центр із прийомом гостей, бронюванням, касою, рестораном і пунктом прокату трекінгового спорядження. Сім’ї на 100% припинили практику вирубування лісів і тепер отримують стабільний дохід від міжнародного туризму. Відвідувачі приїжджають з усього світу, щоб відправитися в мандрівки Кардамоновим тропічним лісом, насолодитися катанням на річкових байдарках або гірських велосипедах і зупинитися в громадських гостьових будинках. Завдяки своєму успіху добре відома компанія Chi Phat CBET отримала численні міжнародні нагороди, у тому числі Дубайську міжнародну премію за кращий досвід покращення життєвого середовища у 2014 році.
Kouprey Express У 2001 році Wildlife Alliance запустив національну інформаційну кампанію, щоб зупинити камбоджійських споживачів від споживання дикої природи та покупки диких тварин для екзотичних домашніх тварин. У 2005 році організація створила мобільний екологічний освітній проєкт Kouprey Express (KE) , щоб вирішити проблему відсутності ефективної екологічної освіти в Камбоджі, підвищити обізнаність серед громад, які живуть на заповідних територіях та навколо них, і надати рекомендації щодо того, як жити стійко без виснаження природних ресурсів. Складаючись зі шкільної навчальної програми, яка розвиває здібності як учнів, так і вчителів, національної інформаційної кампанії та залучення всієї громади, KE підкреслює багато факторів, які загрожують тропічним лісам, дикій природі та нашому клімату: інтенсивне браконьєрство, захоплення землі, незаконна вирубка. Освітній підрозділ також займається питаннями якості води, поводженням з відходами та вторинної переробки.
У 2009 році Fauna and Flora International і Wildlife Alliance провели знамениту операцію, яка знищила 18 заводів з виробництва сафлорової олії у віддалених районах Кардамонових гір, основного інгредієнта у виробництві МДМА. Один рейд у червні 2009 року знищив сафлорову олію, достатню для виробництва 44 мільйонів таблеток екстазі, що призвело до перебоїв у постачанні на ринок Великобританії.